# Don't Think Twice, It's All Right
"Don't Think Twice, It's All Right" és una cançó escrita per Bob Dylan l'any 1962, gravada el 14 de novembre d'aquell any i publicada a l'àlbum de 1963 The Freewheelin' Bob Dylan i com a cara B del senzill Blowin' in the Wind. La cançó va ser versionada per diversos altres artistes, inclosos Peter, Paul i Mary, que la van llançar com a senzill que va arribar al Top 10 del Billboard Hot 100.